# Charles Pahud de Mortanges
Charles Ferdinand Pahud de Mortanges  (ur. 13 maja 1896 w Hadze, zm. 7 kwietnia 1971 tamże) – holenderski jeździec sportowy. Wielokrotny złoty medalista olimpijski.

## Życiorys
Sukcesy odnosił we Wszechstronnym Konkursie Konia Wierzchowego. Brał udział w czterech igrzyskach (IO 24, IO 28, IO 32, IO 36), na trzech zdobywał medale. Dwukrotnie triumfował w drużynie (1924 i 1928), także dwukrotnie zwyciężał w konkursie indywidualnym (1928 i 1932). W 1932 dodatkowo sięgnął po srebro w drużynie. Na igrzyskach startował na koniach Johnny Walker i Marcroix.
Pahud de Mortanges wstąpił do armii w trakcie I wojny światowej.  Brał też udział w II wojnie światowej, w 1942 dostał się do niewoli. Zbiegł, przez Gibraltar przedostał się do Wielkiej Brytanii, gdzie wstąpił do Królewskiej Niderlandzkiej Zmotoryzowanej Brygady Piechoty. Brał udział w Lądowaniu w Normandii.